# Тит Флавий Постумий Квиет
Тит Флавий Постумий Квиет (лат. Titus Flavius Postumius Quietus) — римский политический деятель и сенатор второй половины III века.

## Биография
Постумий Квиет принадлежал к роду Постумиев, который, однако, не связан с одноимённой республиканской фамилией. Скорее всего, его младшим братом был консул 301 года Тит Флавий Постумий Титиан. Другим родственником Квиета был префект Рима Тит Флавий Постумий Вар. Возможно, был возведен в патрицианское сословие. Квиет был одним из императорских кандидатов на должность квестора, после чего его выдвинули на должность претора, отвечающего за вопросы, связанные с опекой.
После этого Постумий Квиет, возможно, был легатом пропретором провинции Азии. За этим последовало его назначение на должность куратора городов Эклана и Окрикула. После этого Постумий Квиет стал куратором, ответственным за поддержание в надлежащем состоянии некоторых важных римских дорог и обеспечение снабжения Рима продовольствием. Он стал последним известным чиновником, который был ответственен за раздачу зерна, из чего следует предположение, что император Аврелиан заменил раздачу бесплатного зерна жителям города другой формой пособия.
В 272 году Постумий Квиет занимал должность ординарного консула вместе с Юнием Велдумнианом. Скорее всего. он был христианином.